# Izabelin (Legionowo)
Pour les articles homonymes, voir Izabelin.
Izabelin (prononciation : [izaˈbɛlin]) est un village polonais de la gmina de Nieporęt dans le powiat de Legionowo de la voïvodie de Mazovie dans le centre-est de la Pologne.
Il se situe à environ 4 kilomètres au sud-est de Nieporęt (siège de la gmina), 10 kilomètres à l'est de Legionowo (siège du powiat) et à 20 kilomètres au nord de Varsovie (capitale de la Pologne).
Le village possède approximativement une population de 231 habitants en 2008.

## Histoire
De 1975 à 1998, le village appartenait administrativement à la voïvodie de Varsovie.